# アーミン・ローデ
アーミン・ローデ（Armin Rohde、1955年4月4日 - ）は、ドイツの俳優。

## 出演作品
- コンテイジョン
- サウンド・オブ・サンダー
- ラン・ローラ・ラン
- スノーホワイト 白雪姫と7人のドワーフ